# جون دوز
جون دوز (بالإنجليزية: John Dawes)‏ هو لاعب اتحاد الرغبي بريطاني، ولد في 29 يونيو 1940 في ويلز في المملكة المتحدة.

## وصلات خارجية
- جون دوز عل موقع إسبنسكروم (الإنجليزية)